# Stéphane Courbit
Stéphane Courbit, né le 28 avril 1965 à Crest (Drôme), est un entrepreneur français du secteur des médias et de la télévision.
Il est le fondateur de Banijay Group, qui compte parmi les plus importants producteurs mondiaux de contenus pour la télévision et les plateformes multimédia.
Par le biais de sa holding LOV Group, Stéphane Courbit est présent dans la production audiovisuelle (Banijay), dans la pâtisserie (Ladurée), les jeux d'argent (Betclic) et l'hôtellerie de luxe (Airelles Collection).
En 2022, le magazine Challenges estime son patrimoine à 2,1 milliards d'euros et le classe 56e fortune de France.

## Biographie

### Enfance et formation
Stéphane Courbit grandit dans le village de Puy-Saint-Martin (Drôme).
Il est diplômé de l'IUT de Valence (DUT GEA) et de l'Institut supérieur de gestion (ISG) de Paris, où il commence à se créer un réseau professionnel. 

### Débuts
En 1990, il assiste à l'émission Ciel, mon mardi !. À la fin de l'émission, il propose à son animateur Christophe Dechavanne un projet d'émission. Christophe Dechavanne l'embauche comme stagiaire chez Coyote Conseil, où il est chargé de développer les services Minitel. Il fait également quelques sujets pour Ciel, mon mardi !, où il apparaît parfois. Stéphane Courbit devient alors producteur des émissions Combien ça coûte ? (qu'il participe à créer), Coucou c'est nous ! et La Première Fois,.
Stéphane Courbit et Christophe Dechavanne se brouillent en 1994, ce qui met fin à leur relation professionnelle.
Au printemps 1994, Stéphane Courbit s'associe avec Arthur pour créer la société CASE Productions (« Courbit Arthur Stéphane Essebag », qui deviendra ASP pour « Arthur Stéphane Productions ») qui produit notamment Les Enfants de la télé pour France 2,. Il produit également Le Bigdil et l'élection Miss France.
En 1998 et 2001, Endemol rachète en deux sessions ASP, et Stéphane Courbit devient le président d'Endemol France. En avril 2001, Endemol France produit Loft Story, émission de téléréalité diffusée par M6.

### LOV Group
Fin 2007, Stéphane Courbit vend ses parts et quitte la direction d'Endemol France pour créer la holding LOV Group (qui contracte le nom de ses trois enfants : Lilas, Oscar et Vanille).

#### Production audiovisuelle
En janvier 2008, Stéphane Courbit crée aux côtés de partenaires industriels (Groupe Arnault, AMS Industries et les familles Agnelli et De Agostini) Banijay Entertainment, une holding regroupant une dizaine de sociétés : Air Productions (Nagui), Banijay Productions - ex ALJ- (Alexia Laroche-Joubert), H2O (Cyril Hanouna) en France, Cuarzo en Espagne, Brainpool en Allemagne, Nordisk dans les pays nordiques, Bunim/Murray aux États-Unis, Screentime en Australie. Parallèlement en 2007, il investit dans Euro Media Group, l'un des leaders européen dans la fourniture de prestations techniques audiovisuelles qui détient les studios de télévision de La Plaine St Denis via Studios de France.

#### Jeux en ligne
Fin 2007, Stéphane Courbit crée Mangas Capital Gaming, renommé par la suite BetClic Everest Group, qui a fait l'acquisition de 5 sociétés dans le domaine des paris sportifs, jeux de poker et casino en ligne : BetClic en 2007, Expekt et Bet-at-Home en 2009, Everest en 2010 et Monte-Carlo en 2015. LOV Group est rejoint par la Société des bains de mer de Monaco en 2009.

#### Hôtellerie de luxe
Stéphane Courbit investit dans l’hôtellerie de luxe ainsi que la restauration via LOV Hotel Collection, qui possède plusieurs établissements à Courchevel (l'hôtel Les Airelles, racheté en 2007 ; l'hôtel Aman Melezin, acquis en 2013 et le restaurant Le Chalet de Pierres), à Saint-Tropez (Le Château de La Messardière et Le Pan Dei Palais) et à Gordes (La Bastide de Gordes, acquise début 2014). Le 1er juin 2021, un hôtel de luxe ouvre dans l'hôtel du Grand Contrôle, qui donne sur l'Orangerie du château de Versailles. 
En 2022, il fait l'acquisition de l'hôtel de la Résidence du Roy, hôtel 4 étoiles situé rue François Ier dans le 8e arrondissement de Paris et du Haras du Quesnay de la famille Head, l'un des principaux haras français.
En 2019, le groupe LVMH achète 17 % des parts de LOV Hotel Collection.

#### Énergie
Stéphane Courbit a été actionnaire aux côtés de Jacques Veyrat, Jean-Paul Bize, EBM, Luxempart et Ecofin dans Direct Énergie, premier fournisseur indépendant d'électricité et de gaz en France après sa fusion avec Poweo en 2012 et jusqu'à son rachat par TotalEnergies en 2018.

### Autres
Lors du premier tour de l'élection présidentielle de 2002, il vote pour Lionel Jospin. Il est néanmoins proche de Nicolas Sarkozy depuis les années 1990.[pertinence contestée]
En 2009, Stéphane Courbit entre au capital du label communautaire My Major Company, entreprise fondée par Simon Istolainen, Sevan Barsikian, Michaël Goldman et Antony Marciano. Jusqu'en 2016, il détient également une participation dans Le Five, le premier groupe de foot en salles en France,.
En 2010, il tente de racheter la régie publicitaire de France Télévision. Alain Minc, son conseiller et actionnaire (il possède alors 3 % de LOV), avait suggéré à l’Élysée la suppression de la publicité sur le service public dont découlait cette cession. Celui-ci milite aussi pour que Stéphane Courbit soit désigné repreneur au détriment de Hi-media, également candidat. Devant un possible conflit d'intérêts, la tentative n'est pas poursuivie.
En 2012, son yacht Yogi fait naufrage en mer Égée, au large de l'île de Skyros ; il était sorti un an plus tôt d'un chantier naval turc. Cette même année il investit à Méribel pour l'ouverture de La Folie douce. 
En 2013, Stéphane Courbit est cité dans l’affaire Bettencourt. L'avocat de son groupe, Pascal Wilhelm, également mandataire financier de Liliane Bettencourt, conseille à celle-ci d'investir 143 millions d'euros pour prendre 20 % du groupe de Stéphane Courbit. La fille de Liliane Bettencourt, Françoise Bettencourt-Meyers, saisit le juge des tutelles en juin 2013.
De 2015 à 2023, il est l'un des actionnaires de Big Mamma, une chaîne de trattorias parisiennes''.
En 2019, il devient l'actionnaire majoritaire de la société Shauna Events de Magali Berdah via sa holding Banijay. En 2022, cette dernière revend l'intégralité de ses parts à Magali Berdah pour un euro symbolique,,'.
En mars 2021, LOV Group entre en négociations exclusives avec le groupe Holder pour le rachat de Ladurée, dont il rachète 80 % des parts.
Il inspire le personnage principal du roman Téléréalité de l'écrivain Aurélien Bellanger, publié en mars 2021.

## Condamnation
En mars 2024, Stéphane Courbit et deux de ses sociétés, dont Lov Group Invest, sont condamnés par le tribunal d'Albertville, à 4,5 millions d'euros d'amende pour construction illégale à Courchevel,. Il a fait appel de la condamnation. 

## Décorations
- Chevalier de la Légion d'honneur (2025)[46].